# Малый Южок
Малый Южок — река в России, протекает по Череповецкому району Вологодской области. Река впадает в Рыбинское водохранилище, Шекснинский русловой участок по левому берегу. Длина реки составляет 19 км. Площадь водосборного бассейна — 60,4 км².
Исток реки у деревни Высоково. Ниже на реке стоят деревни Коино, Бавленское, Новогородово, Горка, село Козохта и деревня Жары.

## Данные водного реестра
По данным государственного водного реестра России относится к Верхневолжскому бассейновому округу, водохозяйственный участок реки — Рыбинское водохранилище до Рыбинского гидроузла и впадающие в него реки, без рек Молога, Суда и Шексна от истока до Шекснинского гидроузла, речной подбассейн реки — Реки бассейна Рыбинского водохранилища. Речной бассейн реки — (Верхняя) Волга до Куйбышевского водохранилища (без бассейна Оки).
Код объекта в государственном водном реестре — 08010200412110000009663.